# UCI World Ranking
Il World Ranking UCI è il sistema, introdotto a partire dalla stagione 2016, con cui l'Unione Ciclistica Internazionale gestisce i punti per le classifiche mondiali di ciclismo. I punteggi sono assegnati secondo i criteri aggiornati dall’UCI nel 2020.

## Ranking
Il sistema è simile a quello usato nel tennis e si basa sui risultati ottenuti nelle varie corse a cui si prende parte. Nello specifico dopo ogni evento i ciclisti meglio classificati ricevono un punteggio specifico, che dipende dal piazzamento e dall'importanza della competizione stessa. Ogni punteggio conquistato rimane in classifica per 52 settimane (1 anno) e passate queste viene tolto. La classifica è aggiornata settimanalmente ogni Martedì.
L'UCI, da quando ha introdotto questa classifica mondiale nel 2016, ha visto 11 atleti raggiungere la prima posizione in classifica.
- Tadej Pogačar è il numero uno dal 28 settembre 2021.
- Tadej Pogačar detiene il record di settimane totali come numero uno del ranking UCI: 213.
- Tadej Pogačar detiene il record di settimane consecutive in testa alla classifica: 203 tra il 28 settembre 2021 ed il 19 agosto 2025.
- Tadej Pogačar detiene il record di stagioni terminate da numero uno del Ranking UCI: 4.

Classifiche aggiornate al 19 agosto.
| Pos. | Corridore        | Squadra  | Punti    |
| ---- | ---------------- | -------- | -------- |
| 1    | Tadej Pogačar    | UAE      | 11 465   |
| 2    | Mads Pedersen    | Lidl     | 4 775,57 |
| 3    | M. van der Poel  | Alpecin  | 4 261    |
| 4    | Wout Van Aert    | Visma    | 3 915    |
| 5    | Primož Roglič    | Red Bull | 3 841    |
| 6    | Isaac Del Toro   | UAE      | 3 629    |
| 7    | Remco Evenepoel  | Soudal   | 3 391    |
| 8    | Jonas Vingegaard | Visma    | 3 238,57 |
| 9    | Oscar Onley      | Picnic   | 3 205    |
| 10   | Ben O'Connor     | Jayco    | 3 194,81 |

| Pos. | Squadra                         | Punti     |
| ---- | ------------------------------- | --------- |
| 1    | UAE Team Emirates XRG           | 27 447,85 |
| 2    | Team Visma-Lease a Bike         | 16 118,99 |
| 3    | Lidl-Trek                       | 15 877,15 |
| 4    | XDS Astana Team                 | 12 720,66 |
| 5    | Red Bull-Bora-Hansgrohe         | 10 725,55 |
| 6    | Soudal Quick-Step               | 9 928,16  |
| 7    | Ineos Grenadiers                | 9 823,60  |
| 8    | Alpecin-Deceuninck              | 9 221     |
| 9    | Decathlon AG2R La Mondiale Team | 8 405,15  |
| 10   | Uno-X Mobility                  | 8 317     |

| Pos. | Nazione       | Punti     |
| ---- | ------------- | --------- |
| 1    | Belgio        | 17 748,29 |
| 2    | Slovenia      | 16 814    |
| 3    | Italia        | 13 955,53 |
| 4    | Danimarca     | 13 924,38 |
| 5    | Gran Bretagna | 12 585    |
| 6    | Francia       | 12 526,28 |
| 7    | Australia     | 12 208,19 |
| 8    | Spagna        | 11 863    |
| 9    | Paesi Bassi   | 11 268,29 |
| 10   | Stati Uniti   | 8 825,16  |

| Pos. | Corridore        | Squadra | Punti    |
| ---- | ---------------- | ------- | -------- |
| 1    | Tadej Pogačar    | UAE     | 6 510    |
| 2    | M. van der Poel  | Alpecin | 3 250    |
| 3    | Mads Pedersen    | Lidl    | 2 650    |
| 4    | Marc Hirschi     | Tudor   | 2 319    |
| 5    | Remco Evenepoel  | Soudal  | 2 215    |
| 6    | Neilson Powless  | EF      | 2 025,33 |
| 7    | Michael Matthews | Jayco   | 1 924    |
| 8    | Wout Van Aert    | Visma   | 1 691    |
| 9    | Jasper Philipsen | Alpecin | 1 675    |
| 10   | Filippo Ganna    | Ineos   | 1 631,67 |

| Pos. | Corridore        | Squadra  | Punti    |
| ---- | ---------------- | -------- | -------- |
| 1    | Tadej Pogačar    | UAE      | 4 955    |
| 2    | Primož Roglič    | Red Bull | 3 785    |
| 3    | Jonas Vingegaard | Visma    | 3 238,57 |
| 4    | Florian Lipowitz | Red Bull | 3 144    |
| 5    | Oscar Onley      | Picnic   | 2 955    |
| 6    | João Almeida     | UAE      | 2 733,57 |
| 7    | Isaac Del Toro   | UAE      | 2 567    |
| 8    | Richard Carapaz  | EF       | 2 471    |
| 9    | Ben O'Connor     | Jayco    | 2 356,81 |
| 10   | Wout Van Aert    | Visma    | 2 224    |

## Lista di numeri 1

### Ranking Individuale
Segue l'elenco dei ciclisti che hanno ricoperto la prima posizione nel Ranking mondiale UCI. Sono elencati in grassetto i record e l'attuale detentore.
| N. | Nome                                      | Inizio            | Fine              | Settimane | Totale settimane |
| -- | ----------------------------------------- | ----------------- | ----------------- | --------- | ---------------- |
| 1  | Jason Christie                            | 10 gennaio 2016   | 17 gennaio 2016   | 2         | 2                |
| 2  | Simon Gerrans                             | 24 gennaio 2016   | 6 marzo 2016      | 7         | 7                |
| 3  | Richie Porte                              | 13 marzo 2016     | 13 marzo 2016     | 1         | 1                |
| 4  | Greg Van Avermaet                         | 20 marzo 2016     | 20 marzo 2016     | 1         | 1                |
| 5  | Peter Sagan                               | 27 marzo 2016     | 2 aprile 2017     | 54        | 54               |
|    | Greg Van Avermaet (2)                     | 9 aprile 2017     | 25 febbraio 2018  | 47        | 48               |
| 6  | Chris Froome                              | 4 marzo 2018      | 8 aprile 2018     | 6         | 6                |
|    | Peter Sagan (2)                           | 15 aprile 2018    | 20 maggio 2018    | 6         | 60               |
|    | Chris Froome (2)                          | 27 maggio 2018    | 15 luglio 2018    | 8         | 14               |
|    | Peter Sagan (3)                           | 22 luglio 2018    | 16 settembre 2018 | 9         | 69               |
| 7  | Alejandro Valverde                        | 23 settembre 2018 | 17 marzo 2019     | 26        | 26               |
| 8  | Julian Alaphilippe                        | 24 marzo 2019     | 8 settembre 2019  | 25        | 25               |
| 9  | Primož Roglič                             | 15 settembre 2019 | 17 marzo 2020     | 27        | 27               |
|    | Classifica congelata a causa del COVID-19 | 24 marzo 2020     | 28 luglio 2020    | 19        | 19               |
|    | Primož Roglič (2)                         | 4 agosto 2020     | 20 ottobre 2020   | 12        | 39               |
| 10 | Tadej Pogačar                             | 27 ottobre 2020   | 9 novembre 2020   | 2         | 2                |
|    | Primož Roglič (3)                         | 10 novembre 2020  | 13 luglio 2021    | 36        | 75               |
|    | Tadej Pogačar (2)                         | 20 luglio 2021    | 7 settembre 2021  | 8         | 10               |
| 11 | Wout Van Aert                             | 14 settembre 2021 | 21 settembre 2021 | 2         | 2                |
|    | Tadej Pogačar (3)                         | 28 settembre 2021 | -                 | 203       | 213              |

### Ranking a squadre
| N. | Nome                                      | Inizio            | Fine              | Settimane | Totale settimane |
| -- | ----------------------------------------- | ----------------- | ----------------- | --------- | ---------------- |
| 1  | Nuova Zelanda                             | 10 gennaio 2016   | 23 gennaio 2016   | 2         | 2                |
| 2  | Australia (1)                             | 24 gennaio 2016   | 5 marzo 2016      | 6         | 6                |
| 3  | Italia (1)                                | 6 marzo 2016      | 12 marzo 2016     | 1         | 1                |
|    | Australia (2)                             | 13 marzo 2016     | 26 marzo 2016     | 2         | 8                |
| 4  | Belgio (1)                                | 27 marzo 2016     | 30 aprile 2016    | 5         | 5                |
| 5  | Francia (1)                               | 1 maggio 2016     | 25 febbraio 2017  | 43        | 43               |
|    | Belgio (2)                                | 26 febbraio 2017  | 11 marzo 2017     | 2         | 7                |
|    | Francia (2)                               | 12 marzo 2017     | 25 marzo 2017     | 2         | 45               |
|    | Belgio (3)                                | 26 marzo 2017     | 15 ottobre 2017   | 20        | 27               |
|    | Italia (2)                                | 16 ottobre 2017   | 22 ottobre 2017   | 1         | 2                |
|    | Belgio (4)                                | 23 ottobre 2017   | 27 gennaio 2018   | 14        | 41               |
|    | Italia (3)                                | 28 gennaio 2018   | 3 febbraio 2018   | 1         | 3                |
|    | Belgio (5)                                | 4 febbraio 2018   | 10 febbraio 2018  | 1         | 42               |
|    | Italia (4)                                | 10 febbraio 2018  | 17 febbraio 2018  | 1         | 4                |
|    | Belgio (6)                                | 18 febbraio 2018  | 24 febbraio 2018  | 1         | 43               |
|    | Italia (5)                                | 25 febbraio 2018  | 8 settembre 2018  | 28        | 32               |
|    | Belgio (7)                                | 9 settembre 2018  | 23 marzo 2019     | 28        | 71               |
|    | Francia (3)                               | 24 marzo 2019     | 13 aprile 2019    | 3         | 48               |
|    | Belgio (8)                                | 14 aprile 2019    | 4 maggio 2019     | 3         | 74               |
|    | Francia (4)                               | 5 maggio 2019     | 11 maggio 2019    | 1         | 49               |
|    | Belgio (9)                                | 12 maggio 2019    | 25 maggio 2019    | 2         | 76               |
|    | Francia (5)                               | 26 maggio 2019    | 15 giugno 2019    | 3         | 52               |
|    | Belgio (10)                               | 16 giugno 2019    | 22 giugno 2019    | 1         | 77               |
|    | Francia (6)                               | 23 giugno 2019    | 29 giugno 2019    | 1         | 53               |
|    | Belgio (11)                               | 30 giugno 2019    | 27 luglio 2019    | 4         | 81               |
|    | Francia (7)                               | 28 luglio 2019    | 17 agosto 2019    | 3         | 56               |
|    | Belgio (12)                               | 18 agosto 2019    | 23 marzo 2020     | 31        | 112              |
|    | Classifica congelata a causa del COVID-19 | 24 marzo 2020     | 28 luglio 2020    | 19        | 19               |
|    | Italia (6)                                | 4 agosto 2020     | 10 agosto 2020    | 1         | 33               |
|    | Belgio (13)                               | 11 agosto 2019    | 24 agosto 2020    | 2         | 114              |
|    | Italia (7)                                | 25 agosto 2020    | 21 settembre 2020 | 4         | 37               |
|    | Slovenia (1)                              | 22 settembre 2020 | 9 novembre 2020   | 7         | 7                |
|    | Francia (8)                               | 10 novembre 2020  | 22 marzo 2021     | 18        | 74               |
|    | Slovenia (2)                              | 23 marzo 2021     | 5 aprile 2021     | 2         | 9                |
|    | Belgio (14)                               | 6 aprile 2021     | 12 aprile 2021    | 1         | 115              |
|    | Slovenia (3)                              | 13 aprile 2021    | 19 aprile 2021    | 1         | 10               |
|    | Belgio (15)                               | 20 aprile 2021    | 10 maggio 2021    | 3         | 118              |
|    | Francia (9)                               | 11 maggio 2021    | 31 maggio 2021    | 3         | 77               |
|    | Belgio (16)                               | 1° giugno 2021    | 4 aprile 2022     | 3         | 121              |
|    | Slovenia (4)                              | 5 aprile 2022     | 25 aprile 2022    | 3         | 13               |
|    | Belgio (17)                               | 26 aprile 2022    | -                 | 173       | 294              |

## Fine anno al N.1
I ciclisti in attività (che possono quindi migliorare le proprie statistiche) sono indicati in grassetto.

### World Ranking

#### Individuale
| Anno | Paese                 | Ciclista           |
| ---- | --------------------- | ------------------ |
| 2015 | Spagna (bandiera)     | Alejandro Valverde |
| 2016 | Slovacchia (bandiera) | Peter Sagan        |
| 2017 | Belgio (bandiera)     | Greg Van Avermaet  |
| 2018 | Spagna (bandiera)     | Alejandro Valverde |
| 2019 | Slovenia (bandiera)   | Primož Roglič      |
| 2020 | Slovenia (bandiera)   | Primož Roglič      |
| 2021 | Slovenia (bandiera)   | Tadej Pogačar      |
| 2022 | Slovenia (bandiera)   | Tadej Pogačar      |
| 2023 | Slovenia (bandiera)   | Tadej Pogačar      |
| 2024 | Slovenia (bandiera)   | Tadej Pogačar      |

| Posiz | Paese                 | Ciclista           | Totale |
| ----- | --------------------- | ------------------ | ------ |
| 1     | Slovenia (bandiera)   | Tadej Pogačar      | 4      |
| 2     | Spagna (bandiera)     | Alejandro Valverde | 2      |
| 2     | Slovenia (bandiera)   | Primož Roglič      | 2      |
| 4     | Slovacchia (bandiera) | Peter Sagan        | 1      |
| 4     | Belgio (bandiera)     | Greg Van Avermaet  | 1      |

#### Team
| Anno | Paese                          | Team                  |
| ---- | ------------------------------ | --------------------- |
| 2019 | Belgio (bandiera)              | Deceuninck-Quick Step |
| 2020 | Paesi Bassi (bandiera)         | Team Jumbo-Visma      |
| 2021 | Belgio (bandiera)              | Deceuninck-Quick Step |
| 2022 | Paesi Bassi (bandiera)         | Jumbo-Visma           |
| 2023 | Emirati Arabi Uniti (bandiera) | UAE Team Emirates     |
| 2024 | Emirati Arabi Uniti (bandiera) | UAE Team Emirates     |

| Posiz | Paese                          | Team                  | Totale |
| ----- | ------------------------------ | --------------------- | ------ |
| 1     | Belgio (bandiera)              | Deceuninck-Quick Step | 2      |
| 1     | Paesi Bassi (bandiera)         | Jumbo-Visma           | 2      |
| 1     | Emirati Arabi Uniti (bandiera) | UAE Team Emirates     | 2      |

#### Nazioni
| Anno | Nazione |
| ---- | ------- |
| 2015 | Spagna  |
| 2016 | Francia |
| 2017 | Belgio  |
| 2018 | Belgio  |
| 2019 | Belgio  |
| 2020 | Francia |
| 2021 | Belgio  |
| 2022 | Belgio  |
| 2023 | Belgio  |
| 2024 | Belgio  |

| Posiz | Nazione | Totale |
| ----- | ------- | ------ |
| 1     | Belgio  | 7      |
| 2     | Francia | 2      |
| 3     | Spagna  | 1      |

### One Day Race World Ranking
| Anno | Paese               | Ciclista          |
| ---- | ------------------- | ----------------- |
| 2019 | Belgio (bandiera)   | Greg Van Avermaet |
| 2020 | Belgio (bandiera)   | Wout Van Aert     |
| 2021 | Belgio (bandiera)   | Wout Van Aert     |
| 2022 | Belgio (bandiera)   | Wout Van Aert     |
| 2023 | Slovenia (bandiera) | Tadej Pogačar     |
| 2024 | Slovenia (bandiera) | Tadej Pogačar     |

| Posiz | Paese               | Ciclista          | Totale |
| ----- | ------------------- | ----------------- | ------ |
| 1     | Belgio (bandiera)   | Wout Van Aert     | 3      |
| 2     | Slovenia (bandiera) | Tadej Pogačar     | 2      |
| 3     | Belgio (bandiera)   | Greg Van Avermaet | 1      |

### Stage Race World Ranking
| Anno | Paese                | Ciclista         |
| ---- | -------------------- | ---------------- |
| 2019 | Slovenia (bandiera)  | Primož Roglič    |
| 2020 | Slovenia (bandiera)  | Primož Roglič    |
| 2021 | Slovenia (bandiera)  | Tadej Pogačar    |
| 2022 | Danimarca (bandiera) | Jonas Vingegaard |
| 2023 | Danimarca (bandiera) | Jonas Vingegaard |
| 2024 | Slovenia (bandiera)  | Tadej Pogačar    |

| Posiz | Paese                | Ciclista         | Totale |
| ----- | -------------------- | ---------------- | ------ |
| 1     | Slovenia (bandiera)  | Primož Roglič    | 2      |
| 1     | Danimarca (bandiera) | Jonas Vingegaard | 2      |
| 1     | Slovenia (bandiera)  | Tadej Pogačar    | 2      |

## Nuovo sistema di assegnazione dei punti

### Eventi Uci

#### Punteggi classifica finale
|       | UCI WorldTour | UCI WorldTour | UCI WorldTour | UCI WorldTour | UCI WorldTour | UCI WorldTour | UCI Continental Tours | UCI Continental Tours | UCI Continental Tours | UCI Continental Tours | UCI Continental Tours   | UCI Continental Tours |
| Rank  | Tour          | Giro/Vuelta   | Monumento     | Cat.4         | Cat.5         | Cat.6         | Pro Series            | 1.1 2.1               | 1.2 2.2               | 1.2U 2.2U             | Nations Cup de l’Avenir | Nations Cup           |
| 1     | 1300          | 1100          | 800           | 500           | 400           | 300           | 200                   | 125                   | 40                    | 30                    | 140                     | 70                    |
| 2     | 1040          | 885           | 640           | 400           | 320           | 250           | 150                   | 85                    | 30                    | 25                    | 110                     | 55                    |
| 3     | 880           | 750           | 520           | 325           | 260           | 215           | 125                   | 70                    | 25                    | 20                    | 80                      | 40                    |
| 4     | 750           | 600           | 440           | 275           | 220           | 175           | 100                   | 60                    | 20                    | 15                    | 60                      | 30                    |
| 5     | 620           | 495           | 360           | 225           | 180           | 120           | 85                    | 50                    | 15                    | 10                    | 50                      | 25                    |
| 6     | 520           | 415           | 280           | 175           | 140           | 115           | 70                    | 40                    | 10                    | 5                     | 40                      | 20                    |
| 7     | 425           | 340           | 240           | 150           | 120           | 95            | 60                    | 35                    | 5                     | 3                     | 30                      | 15                    |
| 8     | 360           | 285           | 200           | 125           | 100           | 75            | 50                    | 30                    | 3                     | 1                     | 20                      | 10                    |
| 9     | 295           | 235           | 160           | 100           | 80            | 60            | 40                    | 25                    | 3                     | 1                     | 10                      | 5                     |
| 10    | 230           | 180           | 135           | 85            | 68            | 50            | 35                    | 20                    | 3                     | 1                     | 6                       | 3                     |
| 11    | 190           | 155           | 110           | 70            | 56            | 40            | 30                    | 15                    |                       |                       | 3                       |                       |
| 12    | 165           | 130           | 95            | 60            | 48            | 35            | 25                    | 10                    |                       |                       | 3                       |                       |
| 13    | 140           | 110           | 85            | 50            | 40            | 30            | 20                    | 5                     |                       |                       | 3                       |                       |
| 14    | 110           | 90            | 65            | 40            | 32            | 25            | 15                    | 5                     |                       |                       | 3                       |                       |
| 15    | 100           | 80            | 55            | 35            | 28            | 20            | 10                    | 5                     |                       |                       | 3                       |                       |
| 16    | 90            | 75            | 50            | 30            | 24            | 20            | 5                     | 3                     | 1                     |                       |                         |                       |
| 17    | 85            | 70            | 50            | 30            | 24            | 20            | 5                     | 3                     | 1                     |                       |                         |                       |
| 18    | 80            | 60            | 50            | 30            | 24            | 20            | 5                     | 3                     | 1                     |                       |                         |                       |
| 19    | 70            | 55            | 50            | 30            | 24            | 20            | 5                     | 3                     | 1                     |                       |                         |                       |
| 20    | 60            | 50            | 50            | 30            | 24            | 20            | 5                     | 3                     | 1                     |                       |                         |                       |
| 21    | 40            | 50            | 30            | 20            | 16            | 12            | 5                     | 3                     |                       |                       |                         |                       |
| 22    | 40            | 50            | 30            | 20            | 16            | 12            | 5                     | 3                     |                       |                       |                         |                       |
| 23    | 40            | 50            | 30            | 20            | 16            | 12            | 5                     | 3                     |                       |                       |                         |                       |
| 24    | 40            | 50            | 30            | 20            | 16            | 12            | 5                     | 3                     |                       |                       |                         |                       |
| 25    | 40            | 50            | 30            | 20            | 16            | 12            | 5                     | 3                     |                       |                       |                         |                       |
| 26    | 40            | 30            | 30            | 20            | 16            | 12            | 5                     |                       |                       |                       |                         |                       |
| 27    | 40            | 30            | 30            | 20            | 16            | 12            | 5                     |                       |                       |                       |                         |                       |
| 28    | 40            | 30            | 30            | 20            | 16            | 12            | 5                     |                       |                       |                       |                         |                       |
| 29    | 40            | 30            | 30            | 20            | 16            | 12            | 5                     |                       |                       |                       |                         |                       |
| 30    | 40            | 30            | 30            | 20            | 16            | 12            | 5                     |                       |                       |                       |                         |                       |
| 31–40 | 35            | 25            | 15            | 10            | 8             | 5             | 3                     |                       |                       |                       |                         |                       |
| 41–50 | 25            | 20            | 15            | 10            | 8             | 5             |                       |                       |                       |                       |                         |                       |
| 51–55 | 20            | 15            | 10            | 5             | 4             | 2             |                       |                       |                       |                       |                         |                       |
| 56–60 | 15            | 10            | 5             | 3             | 2             | 1             |                       |                       |                       |                       |                         |                       |

#### Singole tappe
| Piazzamento | Tour de France | Giro d'Italia Vuelta a España | Maggiori eventi WT | Eventi WT medi | Eventi WT minori | HC | 2.1 | 2.2 | 2.2U | Nations Cup Tour de l’Avenir | Nations Cup |
| ----------- | -------------- | ----------------------------- | ------------------ | -------------- | ---------------- | -- | --- | --- | ---- | ---------------------------- | ----------- |
| 1           | 120            | 100                           | 60                 | 50             | 40               | 20 | 14  | 7   | 5    | 15                           | 12          |
| 2           | 50             | 40                            | 25                 | 20             | 15               | 10 | 5   | 3   | 1    | 9                            | 8           |
| 3           | 25             | 20                            | 10                 | 8              | 6                | 5  | 3   | 1   |      | 5                            | 4           |
| 4           | 15             | 12                            |                    |                |                  |    |     |     |      |                              |             |
| 5           | 5              | 4                             |                    |                |                  |    |     |     |      |                              |             |

#### Classifiche parziali (a punti e montagna) per posizioni finali
| Posizione | Tour de France | Giro d'Italia Vuelta a España |
| --------- | -------------- | ----------------------------- |
| 1         | 120            | 100                           |
| 2         | 50             | 40                            |
| 3         | 25             | 20                            |

#### Condurre la classifica generale
|                   | Tour de France | Giro d'Italia Vuelta a España | Maggiori eventi WT | Eventi WT medi | Eventi WT minori | HC | 2.1 | 2.2 | 2.2U | Nations Cup Tour de l’Avenir | Nations Cup events |
| ----------------- | -------------- | ----------------------------- | ------------------ | -------------- | ---------------- | -- | --- | --- | ---- | ---------------------------- | ------------------ |
| Punti giornalieri | 25             | 20                            | 10                 | 8              | 6                | 5  | 3   | 1   | 1    | 2                            | 1                  |

### Altri eventi

#### Punti per il Campionato Mondiale, Olimpico, Europeo, Giovanili e Nazionale
|                      | Campionati del Mondo Giochi Olimpici | Campionati del Mondo Giochi Olimpici | U23 Campionati del Mondo | U23 Campionati del Mondo | Campionati Continentali Campionati Europei | Campionati Continentali Campionati Europei | U23 Campionati Europei | U23 Campionati Europei | Campionati Nazionali | Campionati Nazionali | Campionati Nazionali | Campionati Nazionali |
| Posizioni Conseguite | Gara su strada                       | Cronometro                           | Gara su strada           | Cronometro               | Gara su strada                             | Cronometro                                 | Gara su strada         | Cronometro             | Gara su strada – A   | Cronometro – A       | Gara su strada – B   | Cronometro – B       |
| 1                    | 600                                  | 350                                  | 200                      | 125                      | 200                                        | 70                                         | 70                     | 25                     | 70                   | 30                   | 30                   | 15                   |
| 2                    | 475                                  | 250                                  | 150                      | 85                       | 150                                        | 55                                         | 55                     | 20                     | 55                   | 25                   | 25                   | 10                   |
| 3                    | 400                                  | 200                                  | 125                      | 70                       | 125                                        | 40                                         | 40                     | 15                     | 40                   | 20                   | 20                   | 5                    |
| 4                    | 325                                  | 150                                  | 100                      | 60                       | 100                                        | 30                                         | 30                     | 10                     | 30                   | 15                   | 15                   | 3                    |
| 5                    | 275                                  | 125                                  | 85                       | 50                       | 85                                         | 25                                         | 25                     | 5                      | 25                   | 10                   | 10                   | 1                    |
| 6                    | 225                                  | 100                                  | 70                       | 40                       | 70                                         | 20                                         | 20                     | 3                      | 20                   | 5                    | 5                    |                      |
| 7                    | 175                                  | 85                                   | 60                       | 35                       | 60                                         | 15                                         | 25                     |                        | 15                   | 3                    | 3                    |                      |
| 8                    | 150                                  | 70                                   | 50                       | 30                       | 50                                         | 10                                         | 10                     | 10                     | 1                    | 1                    |                      |                      |
| 9                    | 125                                  | 60                                   | 40                       | 25                       | 40                                         | 5                                          | 5                      | 5                      | 1                    | 1                    |                      |                      |
| 10                   | 100                                  | 50                                   | 35                       | 15                       | 35                                         | 3                                          | 3                      | 3                      | 1                    | 1                    |                      |                      |
| 11                   | 85                                   | 40                                   | 30                       | 10                       | 30                                         |                                            |                        |                        |                      |                      |                      |                      |
| 12                   | 70                                   | 30                                   | 25                       | 48                       | 25                                         |                                            |                        |                        |                      |                      |                      |                      |
| 13                   | 60                                   | 25                                   | 20                       | 5                        | 20                                         |                                            |                        |                        |                      |                      |                      |                      |
| 14                   | 50                                   | 20                                   | 15                       | 5                        | 15                                         |                                            |                        |                        |                      |                      |                      |                      |
| 15                   | 40                                   | 15                                   | 10                       | 5                        | 10                                         |                                            |                        |                        |                      |                      |                      |                      |
| 16                   | 35                                   | 10                                   | 5 (Pos 16-30)            | 3                        | 5                                          |                                            |                        |                        |                      |                      |                      |                      |
| 17                   | 30                                   | 5                                    | 3 (Pos 31-40)            | 3                        | 5                                          |                                            |                        |                        |                      |                      |                      |                      |
| 18                   | 30                                   | 5                                    |                          | 3                        | 5                                          |                                            |                        |                        |                      |                      |                      |                      |
| 19                   | 30                                   | 5                                    |                          | 3                        | 5                                          |                                            |                        |                        |                      |                      |                      |                      |
| 20                   | 30                                   | 5                                    |                          | 3                        | 5                                          |                                            |                        |                        |                      |                      |                      |                      |
| 21                   | 30                                   |                                      |                          |                          |                                            |                                            |                        |                        |                      |                      |                      |                      |
| 22–31                | 20                                   |                                      |                          |                          |                                            |                                            |                        |                        |                      |                      |                      |                      |
| 32–50                | 10                                   |                                      |                          |                          |                                            |                                            |                        |                        |                      |                      |                      |                      |
| 51–55                | 5                                    |                                      |                          |                          |                                            |                                            |                        |                        |                      |                      |                      |                      |
| 56–60                | 3                                    |                                      |                          |                          |                                            |                                            |                        |                        |                      |                      |                      |                      |

#### Campionato del Mondo a Cronometro
| Posizioni Conseguite | Punti |
| -------------------- | ----- |
| 1                    | 500   |
| 2                    | 400   |
| 3                    | 325   |
| 4                    | 275   |
| 5                    | 225   |
| 6                    | 175   |
| 7                    | 150   |
| 8                    | 125   |
| 9                    | 100   |
| 10                   | 85    |
| 11                   | 70    |
| 12                   | 60    |
| 13–15                | 50    |
| 16–20                | 30    |
| 21–25                | 25    |